# Carlo Domeniconi

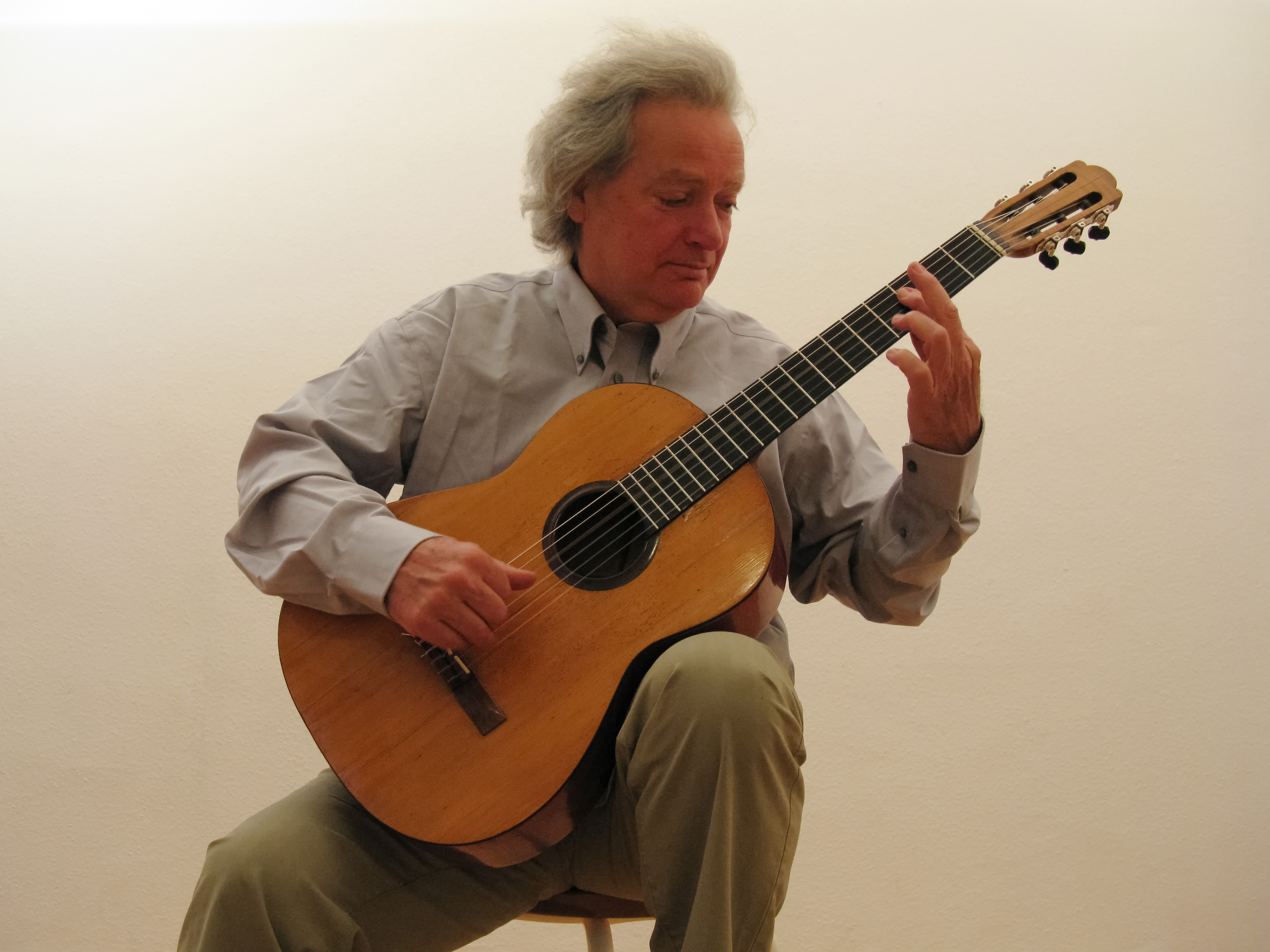
Carlo Domeniconi

Carlo Domeniconi (* 20. Februar 1947 in Cesena) ist ein italienischer Gitarrist und Komponist.

## Leben
Domeniconi lernte bis 1964 Gitarre bei Carmen Lenzi-Mozzani (Tochter von Luigi Mozzani) am Konservatorium in Pesaro. Danach zog er nach West-Berlin, um bei Erich Bürger, einem Schüler von Bruno Henze, zu studieren. Bei Erich Bürger studierte er zur selben Zeit wie Klaus-Michael Krause, und so ergab es sich, dass sie jahrelang zusammen im Duo spielten. Außerdem studierte er Komposition bei Heinz Friedrich Hartig an der Hochschule der Künste Berlin. Von 1969 bis 1992 war er Professor für Gitarre ebenda. Zusätzlich unterrichtete er von 1977 bis 1980 am Staatlichen Konservatorium Istanbul. 
Von den mehr als 20 Gitarrenkonzerten, die er komponiert hat, ist ungefähr die Hälfte für Sologitarre; die andere Hälfte ist für unterschiedliche Gruppierungen mit Gitarre. Seine Kompositionen wurden von türkischer, arabischer und indischer Musik beeinflusst. Gitarristen wie David Russell, Carlo Marchione, John Williams, Dale Kavanagh, Shin’ichi Fukuda, Alvaro Pierri, Marco Socías, Pavel Steidl und das Los Angeles Guitar Quartet führten seine Werke auf.